# Steve Sisolak
Steve Sisolak (hay Stephen F. Sisolak, sinh ngày 26 tháng 12 năm 1953), người Mỹ gốc Séc, là một doanh nhân và chính trị gia Hoa Kỳ. Ông hiện là Thống đốc thứ 30 và đương nhiệm của tiểu bang Nevada kể từ năm 2019. Ông nguyên là Chủ tịch Ủy ban Quận Clark từ năm 2013 đến năm 2019; Phó Chủ tịch, Ủy viên Ủy ban quận Clark; Ủy viên Hội đồng Giáo dục Nevada từ năm 1999 đến năm 2008. Năm 2018, ông đã giành được đề cử của Đảng Dân chủ cho chiến dịch tranh cử Thống đốc Nevada, đánh bại Chris Giunchigliani của Ủy ban quận Clark trong cuộc bầu cử sơ bộ, đánh bại ứng viên được đề cử của Đảng Cộng hòa, Tổng Chưởng lý Nevada Adam Laxalt trong cuộc tổng tuyển cử, trở thành Đảng viên Dân chủ giữ chức vụ Thống đốc bang Nevada kể từ khi Bob Miller rời nhiệm sở năm 1999.
Steve Sisolak là Đảng viên Đảng Dân chủ, học vị Thạc sĩ Quản trị kinh doanh, chính trị gia tự do. Ông ủng hộ và nhận được sự tán thành từ cựu Tổng thống Barack Obama và Tổng thống Joe Biden.

## Xuất thân và giáo dục
Steve Sisolak sinh ra ở thủ phủ Milwaukee, Wisconsin, Hoa Kỳ, là con trai của Mary, người làm việc tại một cửa hàng tiện lợi và Edward Frank Sisolak (1925 – 2004), kỹ sư dự án cho General Motors, gia đình người Mỹ gốc Séc. Ông lớn lên tại quê nhà, lấy bằng Cử nhân Khoa học chuyên ngành Kinh doanh tại Đại học Wisconsin – Milwaukee năm 1974. Sau đó, ông tới thủ phủ Las Vegas, Nevada, theo học Đại học Nevada, Las Vegas (UNLV), nhận bằng Thạc sĩ Quản trị kinh doanh năm 1978.

## Sự nghiệp

### Thời kỳ đầu
Steve Sisolak là một doanh nhân thành đạt và từng là đối tác của Công ty Phân phối Hoa Kỳ (American Distributing Company), một công ty liên doanh bán cốc cà phê, bút và các vật phẩm quảng cáo khác cho các doanh nghiệp, cũng như giữ mối quan hệ đối tác trong một công ty thứ hai, Associated Industries. Ông bắt đầu tham gia vào chức vụ dân cử khi giành được một ghế trong Hội đồng Giáo dục Nevada vào năm 1998, nơi ông đã phục vụ trong 10 năm. Sau đó, ông được bầu vào Ủy ban quận Clark, với nhiệm kỳ của ông bắt đầu vào năm 2009. Ông được các Đảng viên Dân chủ kiểm soát phần lớn quận bầu làm Chủ tịch Ủy ban quận Clark vào tháng 1 năm 2013.
Trong thời gian làm việc trong Hội đồng Giáo dục phụ trách giáo dục toàn bang, Steve Sisolak nhận thấy rằng hàng ngàn sinh viên Nevada đã bị tính sai học phí ngoài tiểu bang và ông đã giành được tiền hoàn lại cho những sinh viên này. Năm 2002, ông đứng về phía sinh viên và bỏ phiếu chống lại việc tăng 16% học phí, bỏ phiếu chống lại việc tăng học phí của sinh viên vào năm 2003, và 2008. Bên cạnh đó, ông đã nỗ lực hoạt động để mang lại một chương trình học nghề phổ biến tại Đại học Nam Nevada, một chương trình đã từng đã bị hủy bỏ đột ngột trong thời kỳ suy thoái.

### Quận Clark

#### Lãnh đạo quận

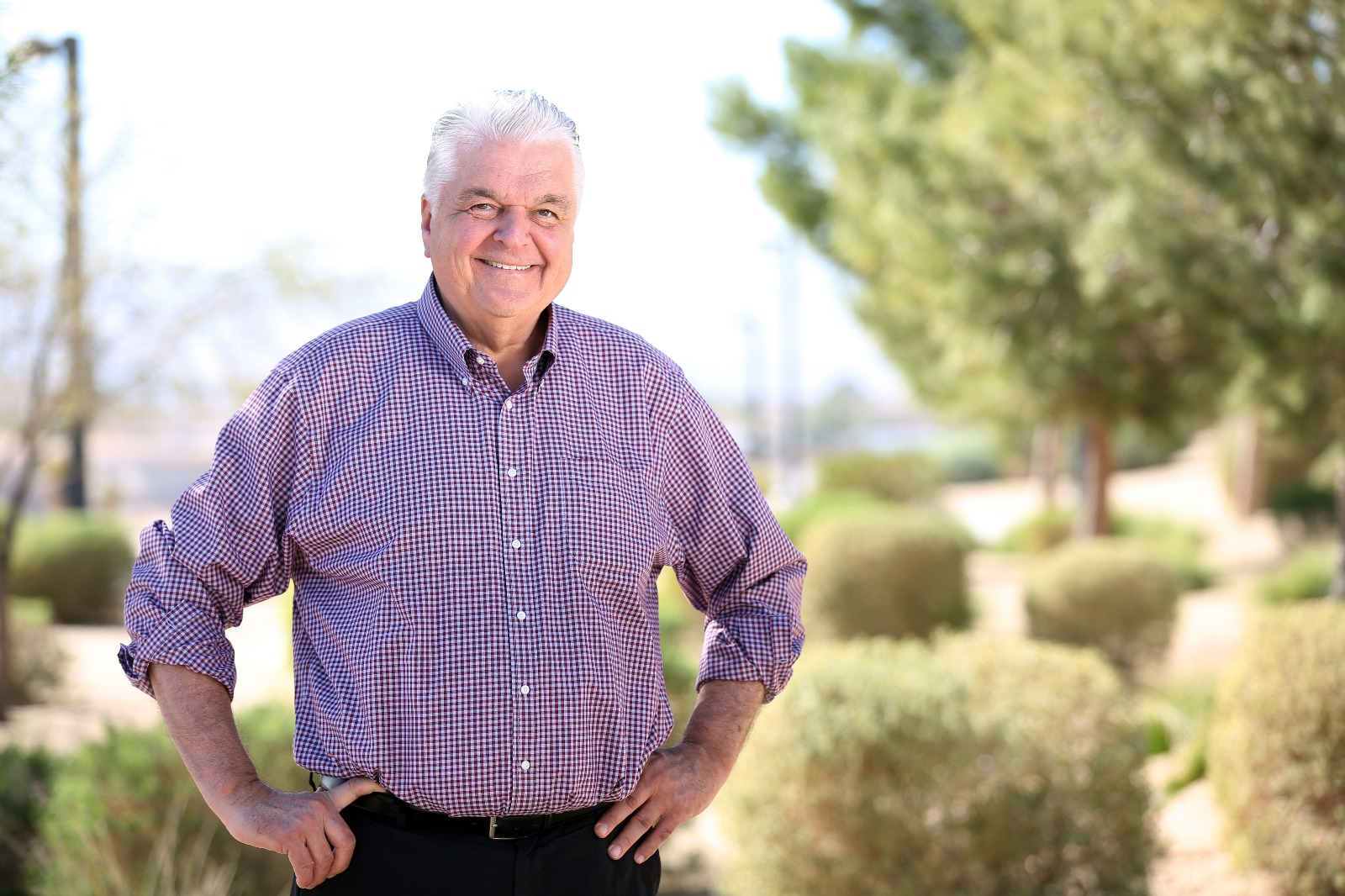
Steve Sisolak năm 2018 ở Clark.

Sau khi gia nhập Ủy ban vào năm 2009, Steve Sisolak đã kịch liệt phản đối việc tăng thuế tài sản và thuế suất bất động sản vẫn giữ nguyên trong toàn bộ nhiệm kỳ của ông trong Ủy ban. Ông đã bỏ phiếu chống lại việc tăng thuế khí đốt của quận vào năm 2013. Ông từng là Phó Chủ tịch của Ủy ban trước khi trở thành Chủ tịch vào năm 2013. Ông đã giành được lời khen ngợi từ Viện Nghiên cứu Chính sách Nevada vì đã đấu tranh chống lãng phí, gian lận và lạm dụng. Một phát ngôn viên của viện cho biết, "Những nỗ lực của ông ấy trong việc buộc chính phủ phải chịu trách nhiệm, đặc biệt là những người lính cứu hỏa, và xem xét kỹ cách chi tiêu tiền thuế sẽ được hoan nghênh". Steve Sisolak đã thành công trong việc thúc đẩy cơ quan Water District chấm dứt hợp đồng với hãng Wolfgang Puck, một hoạt động thương mại vốn đã khiến những người nộp thuế phải trả 600.000 USD mỗi năm. Trong thời kỳ suy thoái kinh tế, ông là một nhà phê bình thường lên tiếng về việc lạm dụng làm thêm giờ và nghỉ ốm, những nỗ lực của ông đã giúp giảm được hơn 7,0 triệu USD chi phí làm thêm giờ và 30 triệu USD giảm chi phí tàn tật.
Steve Sisolak đã đấu tranh thành công để cắt giảm lương mà các Ủy viên quận Clark nhận được, bỏ phiếu để hoàn lại 4,1 triệu USD cho 1.600 chủ sở hữu bất động sản Laughlin đã bị tính phí thẩm định quá cao. Ông ủng hộ sáng kiến More Cops, bổ sung 720 sĩ quan mới vào Sở Cảnh sát Đô thị Las Vegas, và Cảnh sát trưởng Đảng Cộng hòa Joe Lombardo nói rằng những sĩ quan cảnh sát bổ sung này đã giúp giảm 7% tội phạm bạo lực trong năm 2018. Dưới sự chủ trì của Steve Sisolak, quận Clark đã mở The Harbour, một trung tâm tư pháp cho trẻ vị thành niên sáng tạo hoạt động xuyên suốt 24/7 và đã ngăn chặn 3.000 thanh niên tham gia vào hệ thống tư pháp hình sự.

#### Tổ chức xã hội
Trong thời kỳ ở quận Clark, vùng trung tâm của Nevada, Steve Sisolak tham gia nhiều tổ chức, hoạt động xã hội gây ảnh hưởng lê quận. Ông đã hỗ trợ đưa đội tuyển khúc côn cầu Golden Knights và đội tuyển bóng bầu dục Raiders đến Las Vegas. Theo Las Vegas Review-Journal, Steve Sisolak là động lực thúc đẩy Raiders đến Las Vegas. Ngoài Ủy ban quận, ông còn tham gia các tổ chức khác trong cùng giai đoạn như thành viên Hội đồng Quản trị Las Vegas Valley Water District và thành viên Hội đồng Quản trị Southern Nevada Water Authority. Ông cũng đã từng là thành viên của Ủy ban sông Colorado (Colorado River Commission) của Nevada, và Phó Chủ tịch Hội đồng Ủy viên của Trung tâm Y tế Đại học Nam Nevada. Steve Sisolak tham gia với nhiều tổ chức dân sự, từ thiện và kinh doanh, bao gồm Phòng Thương mại Henderson, Hiệp hội Chữ thập đỏ Hoa Kỳ phân nhánh quận Clark, Hiệp hội Cựu sinh viên UNLV, Liên minh Seniors United, Hội đồng Lãnh đạo Chữ thập đỏ Hoa Kỳ, Phòng Thương mại Las Vegas, tổ chức Las Vegas Better Business Bureau, tổ chức Boys & Girls Club, Hội Hispanics in Politics và tổ chức Nevada Partnership for Homeless Youth.

### Thống đốc Nevada

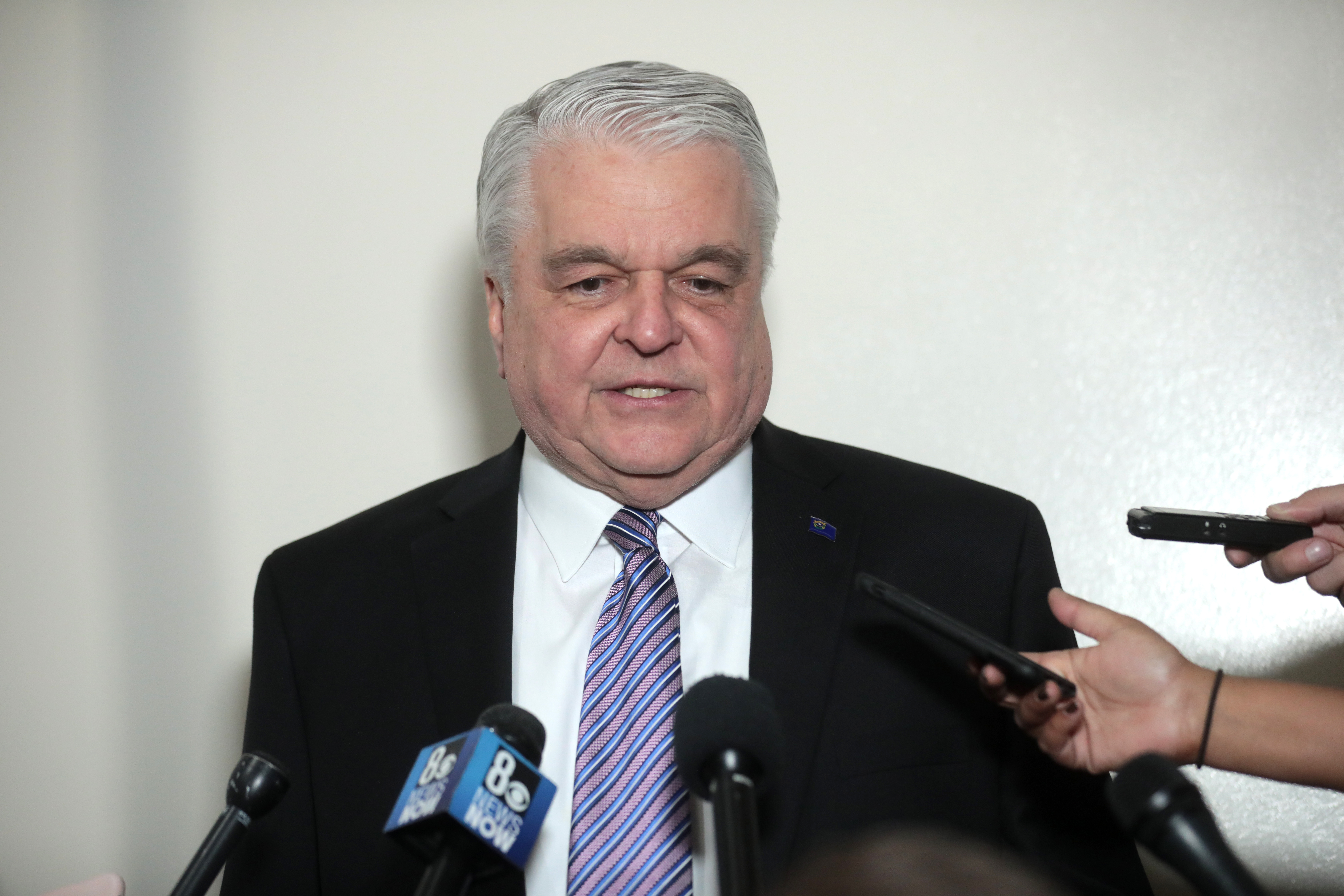
Steve Sisolak tại cuộc gặp của Đảng Dân chủ ở Las Vegas 2020.

Năm 2017, Steve Sisolak tuyên bố tranh cử Thống đốc Nevada. Trong chiến dịch của mình, ông tuyên bố thực thi các chính sách ưu tiên giáo dục, chăm sóc sức khỏe và kinh tế. Ông đã đề cập một nền tảng chính sách chăm sóc sức khỏe bao gồm các đề xuất giảm giá thuốc dược phẩm, khắc phục tình trạng thiếu bác sĩ của Nevada và bảo vệ người Nevada với các tình trạng sẵn có. Ông nói rằng ông muốn tiếp tục mở rộng Medicaid của Thống đốc Brian Sandoval và tài trợ mới cho giáo dục. Ông nhận được sự tán thành của cựu Tổng thống Barack Obama, cựu Phó Tổng thống Joe Biden, Thượng nghị sĩ Catherine Cortez Masto, Dân biểu Dina Titus, Câu lạc bộ Sierra, Chiến dịch Nhân quyền, chiến dịch Hãy để nước Mỹ Vote, và Liên minh thực thi pháp luật của Nevada.
Steve Sisolak đã giành chiến thắng trong cuộc tổng tuyển cử ngày 6 tháng 11 năm 2018 cho chức Thống đốc bang Nevada, giành được 49,4% số phiếu bầu so với 45,3% của ưgs viên Đảng Cộng hòa Adam Laxalt, trở thành Thống đốc đảng Dân chủ đầu tiên được bầu kể từ năm 1994. Vào ngày 7 tháng 1 năm 2019, Steve Sisolak tuyên thệ nhậm chức Thống đốc thứ 30 của Nevada. Vào ngày 30 tháng 5 năm 2019, ông đã phủ quyết dự luật đề xuất thông qua Hiệp ước Liên bang giữa các Tiểu bang phổ biến trên toàn quốc trong các cuộc bầu cử Tổng thống.

## Lịch sử tranh cử
| Đảng          | Đảng          | Thành viên               | Phiếu bầu | %     |
| ------------- | ------------- | ------------------------ | --------- | ----- |
|               | Dân chủ       | Steve Sisolak            | 72,749    | 50,0  |
|               | Dân chủ       | Chris Giunchigliani      | 56,511    | 38,9  |
|               | Dân chủ       | None of These Candidates | 5,069     | 3,5   |
|               | Dân chủ       | John Bonaventura         | 4,351     | 3.0   |
|               | Dân chủ       | Henry Thorns             | 2,761     | 1,9   |
|               | Dân chủ       | David Jones              | 2,511     | 1,7   |
|               | Dân chủ       | Asheesh Dewan            | 1,468     | 1,0   |
| Tổng số phiếu | Tổng số phiếu | Tổng số phiếu            | 145,420   | 100.0 |

| Tổng tuyển cử Thống đốc Nevada 2018 | Tổng tuyển cử Thống đốc Nevada 2018 | Tổng tuyển cử Thống đốc Nevada 2018 | Tổng tuyển cử Thống đốc Nevada 2018 | Tổng tuyển cử Thống đốc Nevada 2018 | Tổng tuyển cử Thống đốc Nevada 2018 |
| Đảng                                | Đảng                                | Ứng cử viên                         | Số phiếu                            | %                                   | ±                                   |
| ----------------------------------- | ----------------------------------- | ----------------------------------- | ----------------------------------- | ----------------------------------- | ----------------------------------- |
|                                     | Dân chủ                             | Steve Sisolak                       | 480.007                             | 49,39%                              | +25,51%                             |
|                                     | Cộng hòa                            | Adam Laxalt                         | 440.320                             | 45,31%                              | -25,27%                             |
|                                     | Độc lập                             | Ryan Bundy                          | 13.891                              | 1,43%                               | N/A                                 |
|                                     | Độc lập                             | Russell Best                        | 10.076                              | 1,04%                               | -1,62%                              |
|                                     | Tự do                               | Jared Lord                          | 8.640                               | 0,89%                               | N/A                                 |
| Tổng số phiếu                       | Tổng số phiếu                       | Tổng số phiếu                       | 971.799                             | 100.00%                             | N/A                                 |
|                                     | Dân chủ đánh bại Cộng hòa           |                                     |                                     |                                     |                                     |

## Đời tư
Steve Sisolak kết hôn với Lori "Dallas" Garland vào năm 1987, và có hai con gái, cả hai cô con gái của ông đều học trường UNLV. Vợ chồng Steve Sisolak và Lori Garland sau đó đã ly hôn năm 2000. Ông từng hẹn hò với Kathleen Boutin Vermillion, nữ Ủy viên Hội đồng thành phố Henderson, Nevada. Ngay sau khi giành chiến thắng trong cuộc bầu cử tổng thống Nevada năm 2018, Steve Sisolak tuyên bố đính hôn với Kathy Ong, người Ely, Nevada và là bạn gái năm năm. Vào ngày 28 tháng 12 năm 2018, hai người kết hôn. Tháng 11 năm 2020, trong thời đại dịch, ông có kết quả xét nghiệm dương tính với COVID-19.
Steve Sisolak là chủ sở hữu bất động sản ở Las Vegas Boulevard South, đã nhận được tổng cộng 23,5 triệu USD vào năm 2005 sau khi sân bay từ chối trả cho ông vì những hạn chế về chiều cao áp dụng cho một lô đất mà ông sở hữu. Tòa án Tối cao Nevada ra phán quyết rằng các chủ đất có thể yêu cầu bồi thường nếu máy bay bay dưới 500 feet cản trở khả năng phát triển các tòa nhà cao tầng của họ. Steve Sisolak khẳng định rằng mảnh đất của ông được mua trước khi quận Clark áp dụng các quy định hạn chế về chiều cao, đã bị mất giá và ông có quyền được bồi thường.